# Manuel López Ochoa
Manuel López Ochoa (Torno Largo, Paraíso, Tabasco, 7 de julio de 1933-Orange, California, 25 de octubre de 2011) fue un actor mexicano.

## Datos biográficos
Nació en el pequeño poblado de Torno Largo, Centro, Tabasco, México, hijo único de Manuel López Herrerías y Carlota Ochoa Riqué, a los ocho años se queda sin padre; desde temprana edad debió trabajar en el campo ordeñando vacas, sembrando maíz y otros quehaceres en el rancho de su madre. Desafortunadamente, por intereses bancarios vencidos, la propiedad fue rematada.
A los 19 años, queda al frente de la familia compuesta por su abuela materna, su madre y dos nanas, mudándose a Villahermosa, capital del estado de Tabasco, donde apoyado por familiares y amistades consigue trabajo como vendedor de puerta en puerta para una tienda de mercancías en general.[cita requerida]
Durante 1954, un día que caminaba por la calle Sáenz, cuando se estaba instalando la XEVT, primera emisora comercial de radio en Tabasco, conoce al gerente Aldo Eros Mancini quien le ofrece trabajo como afanador para las oficinas de la estación de radio; posteriormente lo promueve a vendedor de publicidad, emitiendo algunos anuncios. Debido a que todo aquel que transmitiera desde una cabina radiofónica requería de una licencia en locución, estudia para solicitar el examen correspondiente ante la Secretaría (Ministerio) de Comunicaciones y Obras Públicas, mismo que sustentó en la Ciudad de México para obtener el documento correspondiente.[cita requerida]
Su estancia en la capital mexicana coincide con la fusión de los tres primeros canales de Televisión que a partir de 1955 se conocerán como Telesistema Mexicano, el nuevo medio de comunicación llamó su atención quedando profundamente impactado; regresa a Villahermosa para instalarse como locutor de cabina en la XEVT, adquiriendo experiencia delante del micrófono. Después de un par de años, con los ahorros logrados y el apoyo incondicional de su madre, se traslada nuevamente a la Ciudad de México con el anhelo de ser locutor de televisión, lo que no era poca cosa, en ese tiempo implicaba estudio constante y capacidad de memoria; no solo de sus parlamentos, también de cultura en general ya que cada intervención delante de la cámara se transmitía en vivo y en directo, tan solo algunos programas se filmaban en kinescopio (cámara de cine acoplada a un monitor) como memoria para la televisora y estudio posterior por parte de los involucrados.[cita requerida]
Transcurrieron largos meses antes de que Emilio Azcárraga Milmo le apoyara para entrar a formar parte del cuadro de locutores, entre los que se contaban: Pedro Ferríz Santa Cruz, Humberto G. Tamayo, León Michel, Genaro Moreno, Ángel Fernández, Eduardo Charpenel, Sergio Beauregard, por mencionar algunos, todos ya formados en el nuevo medio. Junto a ellos, perfecciona su estilo, modifica su acento regional, modula su voz, su apostura delante de la cámara y logra su primera cuenta: pasta dental "Colgate", convirtiéndose en la imagen de marca para la compaña publicitaria "La sonrisa Colgate", además de transmitir otras cuentas como las camisas de la nueva tienda "Aurrera", los nuevos modelos de automóviles, bebidas carbonatadas y todo aquello que le asignara la estación (narración de noticias, entrevistas a personalidades, control remoto). Con esfuerzo y dedicación obtiene el diploma al mejor locutor de 1958, además de ser el locutor más joven y popular, llevándolo a conducir el primer programa de Rock & Roll en México: "Rock 7:30" bajo la producción y dirección de Juan "El Gallo" Calderón, cuyo tema musical fue compuesto e interpretado por los Hermanos Castro.[cita requerida]

## Trayectoria artística
En un descanso de su turno en cabina, pulsaba la guitarra entonando fragmentos de canciones, y lo escuchó el actor Jorge "Che" Reyes, quien le solicita que le cantara el son huasteco "La malagueña", cuya característica es el uso de la técnica del falsete modificando alguna nota más allá del registro natural del cantante por un largo tiempo; esta "audición" lo lleva a entrevistarse con el gran productor de cine Jesús Grovas, quien le brinda la oportunidad de iniciarlo como actor apadrinado por Antonio Aguilar y Flor Silvestre, en la película Aquí está tu enamorado. Con esta interpretación, logra incursionar en la Época de Oro del Cine Mexicano, y realizar más de cuarenta películas en México, Perú, Puerto Rico y Estados Unidos.[cita requerida]
Para la radio, realizó la última gran novela en la XEW: Chucho el Roto, interpretando a Jesús Arriaga, el bandido generoso, que según la leyenda les robaba a los ricos para dárselo a los pobres; ésta duró once años con un éxito popular extraordinario tanto en México como en América Latina.[cita requerida]
Regresa a la televisión, esta vez como actor e intérprete de música ranchera, participando en telenovelas y en los programas de variedades musicales Noches tapatías y Siempre en domingo, además de presentaciones personales ataviado con el traje de charro, llevando la música mexicana por todo México y también a los Estados Unidos, Puerto Rico, Venezuela, Ecuador, Bolivia y Perú.[cita requerida]
Manuel nunca soñó ni deseó ser actor o cantante, pero eso fue su destino. Nacido en un rancho y después de tener una infancia muy dura, su perseverancia en la búsqueda por su superación lo lleva a lo más alto en la industria del entretenimiento. Si se le cuestionaba "¿qué se siente ser un actor famoso?", respondía con naturalidad: "Tan solo soy un obrero de la lente y el micrófono, que cuenta con la gracia de ser reconocido".[cita requerida]
Trabajó en radio y televisión en Los Ángeles, California, urbe donde residió tras retirarse de la actuación.[cita requerida]

## Fallecimiento
Falleció a los 78 años de edad a causa de un padecimiento linfático agudo.

## Telenovelas
- 1990 En carne propia … Inspector Dionisio Pacheco
- 1989 Simplemente María … Federico
- 1988 Dos vidas … Don Raúl
- 1987 Senda de gloria … Plutarco Elías Calles
- 1986 Marionetas … Francisco Mallén
- 1982 Chispita … Don José
- 1980 Soledad … Guillermo Moncada
- 1970 Angelitos negros … Juan Carlos Flores
- 1968 Chucho el roto … Jesús Arriaga
- 1964 Cumbres Borrascosas … Heathcliff
- 1964 El crisol

## Radionovelas
- 1976 Martín Garatuza
- 1964 a 1975 Chucho el Roto, con más de 3,200 capítulos transmitidos.

## Teatro/comedia musical
- 1976 Annie es un tiro, con Silvia Pinal.
- 1969 El quelite, con Lucha Villa.

## Filmografía
En México
- 1989 Dos tipas de cuidado
- 1988 La tumba de Matías
- 1985 Cacería de traficantes
- 1982 Los cuates de la Rosenda
- 1981 Caballo alazán lucero
- 1980 ¡Ay Chihuahua no te rajes!
- 1972 Padre nuestro que estás en la tierra
- 1972 Me he de comer esa tuna
- 1972 El medio pelo
- 1971 El inolvidable Chucho el Roto
- 1970 El quelite
- 1970 Los amores de Chucho el Roto
- 1970 Quinto patio
- 1970 Angelitos negros
- 1970 Yo soy Chucho el Roto
- 1970 La vida de Chucho el Roto
- 1968 La puerta y La mujer del carnicero
- 1968 El corrido de El hijo desobediente
- 1968 Un Latin lover en Acapulco
- 1968 Esclava del deseo
- 1967 Alma Grande en el desierto
- 1966 Gatillo Veloz' en Los Malditos
- 1966 Me cansé de rogarle
- 1966 Gatillo Veloz
- 1966 Pacto de sangre
- 1966 Alma grande
- 1965 Guitarras lloren guitarras
- 1965 Los tres calaveras
- 1965 Escuela para solteras
- 1965 El último cartucho
- 1965 Nos lleva la tristeza
- 1964 La sombra del mano negra
- 1964 Los hermanos Barragán
- 1964 Dos inocentes mujeriegos
- 1964 Nos dicen los intocables
- 1963 Dos alegres gavilanes
- 1963 Los bravos de California
- 1963 La garra del leopardo
- 1963 En la vieja California
- 1963 Qué bonito es querer
- 1963 Los parranderos
- 1963 Aquí está tu enamorado

En Estados Unidos
- 1967 Los bandidos

En Perú
- 1967 Pasión oculta
- 1966 Seguiré tus pasos

En Puerto Rico
- 1966 Los tres pecados